# Erik Persson (Fußballspieler)

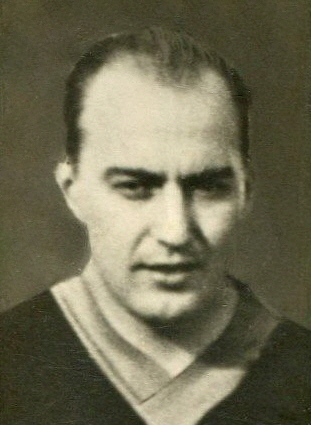
Erik Persson

Erik „Lillis“ Persson (* 19. November 1909 in Stockholm; † 1. Februar 1989 ebenda) war ein schwedischer Fußball-, Eishockey- und Bandyspieler. In allen drei Sportarten absolvierte er Länderspiele und nahm an internationalen Titelkämpfen teil.

## Laufbahn
Persson spielte für AIK Solna in der Allsvenskan. 1937 wurde er mit dem Klub schwedischer Fußball-Landesmeister. 1939 wurde er zusammen mit Yngve Lindegren von Örgryte IS und Ove Andersson von Malmö FF mit 16 Saisontoren Torschützenkönig der ersten Liga.
Persson spielte zudem für die schwedische Nationalmannschaft. 32 Mal trug er das Trikot der Blåa-gula und nahm für sie an den Olympischen Sommerspielen 1936 sowie an der Weltmeisterschaft 1938 teil.
Als Eishockeyspieler war Persson für AIK Ishockey aktiv und gewann 1934, 1935 und 1938 die schwedische Meisterschaft. Persson spielte außerdem für die schwedische Eishockeynationalmannschaft. Er kam zu insgesamt sieben Einsätzen bei der Eishockey-Europameisterschaft 1932, bei der er mit den Tre Kronors die Goldmedaille gewann.